# Giro di Germania 2001
Il Giro di Germania 2001, venticinquesima edizione della corsa, si svolse dal 29 maggio al 4 giugno 2001 su un percorso di 1 241 km ripartiti in 8 tappe, con partenza da Amburgo e arrivo a Stoccarda. Fu vinto dal kazako Aleksandr Vinokurov della squadra Team Deutsche Telekom-ARD davanti allo spagnolo Aitor Garmendia e al tedesco Rolf Aldag.

## Tappe
| Tappa  | Data      | Percorso                                  | km    | Vincitore di tappa  | Leader cl. generale |
| ------ | --------- | ----------------------------------------- | ----- | ------------------- | ------------------- |
| 1ª     | 29 maggio | Amburgo > Hannover                        | 210,4 | Tom Steels          | Tom Steels          |
| 2ª     | 30 maggio | Goslar > Erfurt                           | 173   | Erik Zabel          | Erik Zabel          |
| 3ª     | 31 maggio | Erfurt > Bad Neustadt                     | 177,1 | Erik Zabel          | Erik Zabel          |
| 4ª     | 1º giugno | Bad Neustadt > Mannheim                   | 239,8 | Óscar Freire        | Erik Zabel          |
| 5ª     | 2 giugno  | Mannheim > Heppenheim                     | 92    | Matthias Buxhofer   | Erik Zabel          |
| 6ª     | 2 giugno  | Weinheim > Heppenheim (cron. individuale) | 27,2  | Aleksandr Vinokurov | Aleksandr Vinokurov |
| 7ª     | 3 giugno  | Offenbourg > Freudenstadt                 | 160,9 | Rolf Aldag          | Aleksandr Vinokurov |
| 8ª     | 4 giugno  | Freudenstadt > Stoccarda                  | 161   | Erik Zabel          | Aleksandr Vinokurov |
| Totale | Totale    | Totale                                    | 1241  |                     |                     |

## Dettagli delle tappe

### 1ª tappa
- 29 maggio: Amburgo > Hannover – 210,4 km

| Pos. | Corridore  | Squadra         | Tempo    |
| ---- | ---------- | --------------- | -------- |
| 1    | Tom Steels | Mapei           | 5h04'43" |
| 2    | Erik Zabel | Telekom         | s.t.     |
| 3    | Rudi Kemna | Bankgiroloterij | s.t.     |

| Pos. | Corridore  | Squadra         | Tempo    |
| ---- | ---------- | --------------- | -------- |
| 1    | Tom Steels | Mapei           | 5h04'33" |
| 2    | Erik Zabel | Telekom         | a 4"     |
| 3    | Rudi Kemna | Bankgiroloterij | a 6"     |

### 2ª tappa
- 30 maggio: Goslar > Erfurt – 173 km

| Pos. | Corridore          | Squadra      | Tempo    |
| ---- | ------------------ | ------------ | -------- |
| 1    | Erik Zabel         | Telekom      | 4h21'06" |
| 2    | Igor Pugaci        | Saeco        | s.t.     |
| 3    | Gennadij Michajlov | Lotto-Adecco | s.t.     |

| Pos. | Corridore   | Squadra         | Tempo    |
| ---- | ----------- | --------------- | -------- |
| 1    | Erik Zabel  | Telekom         | 9h25'33" |
| 2    | Rudi Kemna  | Bankgiroloterij | a 10"    |
| 3    | Igor Pugaci | Saeco           | s.t.     |

### 3ª tappa
- 31 maggio: Erfurt > Bad Neustadt – 177,1 km

| Pos. | Corridore          | Squadra    | Tempo    |
| ---- | ------------------ | ---------- | -------- |
| 1    | Erik Zabel         | Telekom    | 4h37'26" |
| 2    | Sven Teutenberg    | Festina    | s.t.     |
| 3    | Werner Riebenbauer | Nürnberger | s.t.     |

| Pos. | Corridore       | Squadra         | Tempo     |
| ---- | --------------- | --------------- | --------- |
| 1    | Erik Zabel      | Telekom         | 14h02'49" |
| 2    | Sven Teutenberg | Festina         | a 17"     |
| 3    | Rudi Kemna      | Bankgiroloterij | a 18"     |

### 4ª tappa
- 1º giugno: Bad Neustadt > Mannheim – 239,8 km

| Pos. | Corridore    | Squadra | Tempo    |
| ---- | ------------ | ------- | -------- |
| 1    | Óscar Freire | Mapei   | 6h03'42" |
| 2    | Tom Steels   | Mapei   | s.t.     |
| 3    | Erik Zabel   | Telekom | s.t.     |

| Pos. | Corridore    | Squadra         | Tempo     |
| ---- | ------------ | --------------- | --------- |
| 1    | Erik Zabel   | Telekom         | 20h06'27" |
| 2    | Óscar Freire | Mapei           | a 20"     |
| 3    | Rudi Kemna   | Bankgiroloterij | a 21"     |

### 5ª tappa
- 2 giugno: Mannheim > Heppenheim – 92 km

| Pos. | Corridore         | Squadra  | Tempo    |
| ---- | ----------------- | -------- | -------- |
| 1    | Matthias Buxhofer | Phonak   | 2h11'39" |
| 2    | Erik Zabel        | Telekom  | a 2"     |
| 3    | Markus Zberg      | Rabobank | s.t.     |

| Pos. | Corridore       | Squadra | Tempo     |
| ---- | --------------- | ------- | --------- |
| 1    | Erik Zabel      | Telekom | 22h18'04" |
| 2    | Óscar Freire    | Mapei   | a 24"     |
| 3    | Sven Teutenberg | Festina | a 25"     |

### 6ª tappa
- 2 giugno: Weinheim > Heppenheim (cron. individuale) – 27,2 km

| Pos. | Corridore           | Squadra | Tempo  |
| ---- | ------------------- | ------- | ------ |
| 1    | Aleksandr Vinokurov | Telekom | 32'43" |
| 2    | Aitor Garmendia     | Coast   | a 17"  |
| 3    | Andreas Klöden      | Telekom | a 19"  |

| Pos. | Corridore           | Squadra | Tempo     |
| ---- | ------------------- | ------- | --------- |
| 1    | Aleksandr Vinokurov | Telekom | 22h51'21" |
| 2    | Aitor Garmendia     | Coast   | a 18"     |
| 3    | Andreas Klöden      | Telekom | a 20"     |

### 7ª tappa
- 3 giugno: Offenbourg > Freudenstadt – 160,9 km

| Pos. | Corridore           | Squadra  | Tempo    |
| ---- | ------------------- | -------- | -------- |
| 1    | Rolf Aldag          | Telekom  | 4h27'54" |
| 2    | Aleksandr Vinokurov | Telekom  | s.t.     |
| 3    | Markus Zberg        | Rabobank | a 1'29"  |

| Pos. | Corridore           | Squadra | Tempo     |
| ---- | ------------------- | ------- | --------- |
| 1    | Aleksandr Vinokurov | Telekom | 27h19'09" |
| 2    | Aitor Garmendia     | Coast   | a 1'56"   |
| 3    | Rolf Aldag          | Telekom | a 1'58"   |

### 8ª tappa
- 4 giugno: Freudenstadt > Stoccarda – 161 km

| Pos. | Corridore       | Squadra    | Tempo    |
| ---- | --------------- | ---------- | -------- |
| 1    | Erik Zabel      | Telekom    | 3h38'08" |
| 2    | Sven Teutenberg | Festina    | s.t.     |
| 3    | Gerrit Glomser  | Post Swiss | s.t.     |

| Pos. | Corridore           | Squadra | Tempo     |
| ---- | ------------------- | ------- | --------- |
| 1    | Aleksandr Vinokurov | Telekom | 30h57'17" |
| 2    | Aitor Garmendia     | Coast   | a 1'56"   |
| 3    | Rolf Aldag          | Telekom | a 1'58"   |

## Classifiche finali

### Classifica generale
| Pos. | Corridore           | Squadra                   | Tempo     |
| ---- | ------------------- | ------------------------- | --------- |
| 1    | Aleksandr Vinokurov | Team Deutsche Telekom-ARD | 30h57'17" |
| 2    | Aitor Garmendia     | Team Coast                | a 1'56"   |
| 3    | Rolf Aldag          | Team Deutsche Telekom-ARD | a 1'58"   |
| 4    | Bart Voskamp        | Bankgiroloterij-Batavus   | a 2'14"   |
| 5    | Félix García Casas  | Festina                   | a 2'15"   |
| 6    | Bert Grabsch        | Phonak Hearing Systems    | a 2'18"   |
| 7    | Markus Zberg        | Rabobank                  | a 2'46"   |
| 8    | Udo Bölts           | Team Deutsche Telekom-ARD | s.t.      |
| 9    | Georg Totschnig     | Gerolsteiner              | a 2'50"   |
| 10   | Franco Pellizotti   | Alessio                   | a 4'04"   |